# Джакомо ді Грассі
Джакомо ді Грассі — венеційський майстер фехтування, автор трактату з фехтування «Причини переможного використання зброї для атаки та захисту»(«Ragione di adoprar sicuramente l'Arme, si da offesa come da difesa») в 1570 році.
Текст трактату було перекладено англійською та опубліковано в 1594 році, під назвою «Di Grassi, His True Arte of Defence». Трактату Ді Грассі був одним з трьох найвідоміших праць в Англії Єлизаветинської доби.

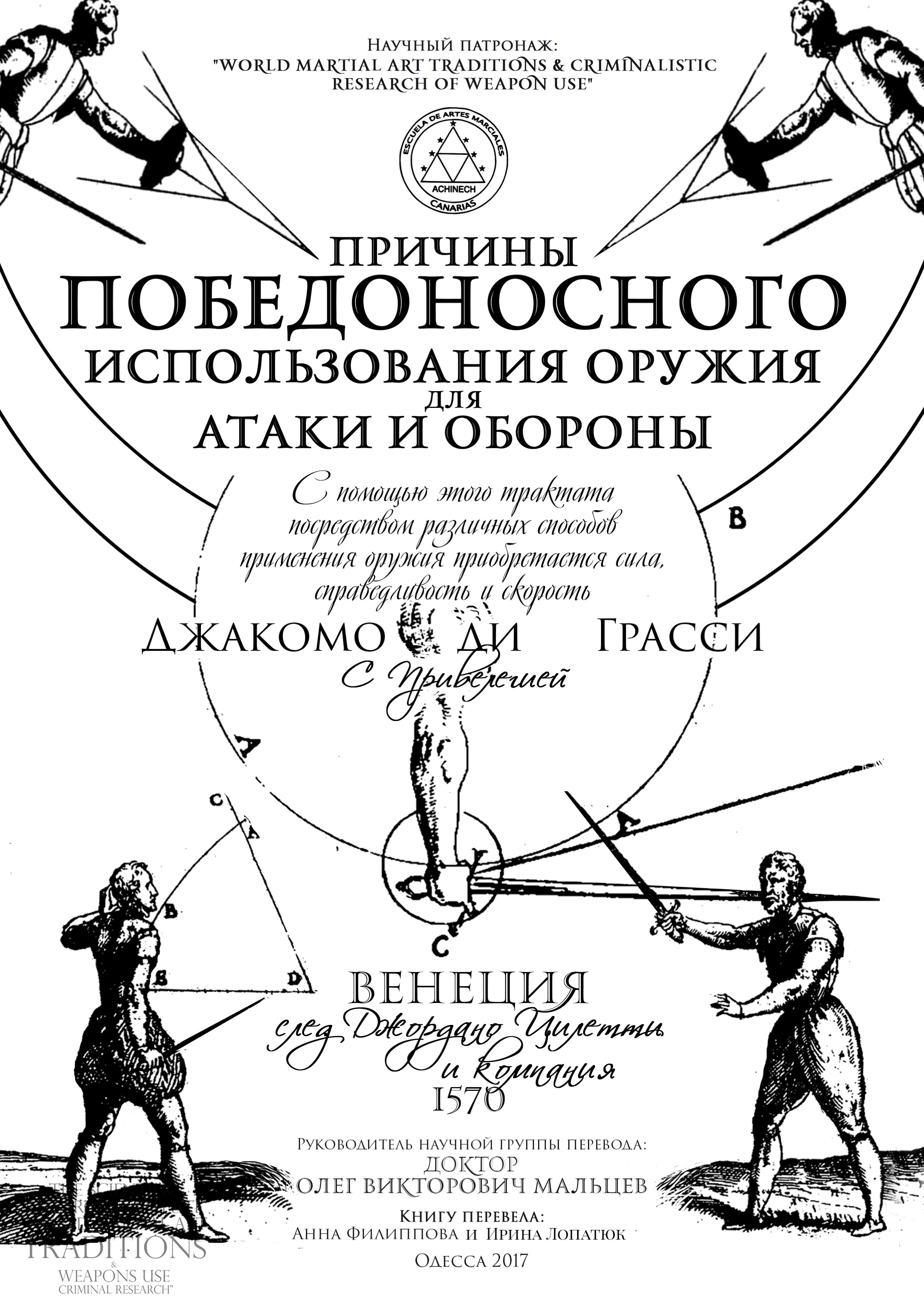
«Причини переможного використання зброї для атаки та захисту» Джакомо ді Грассі

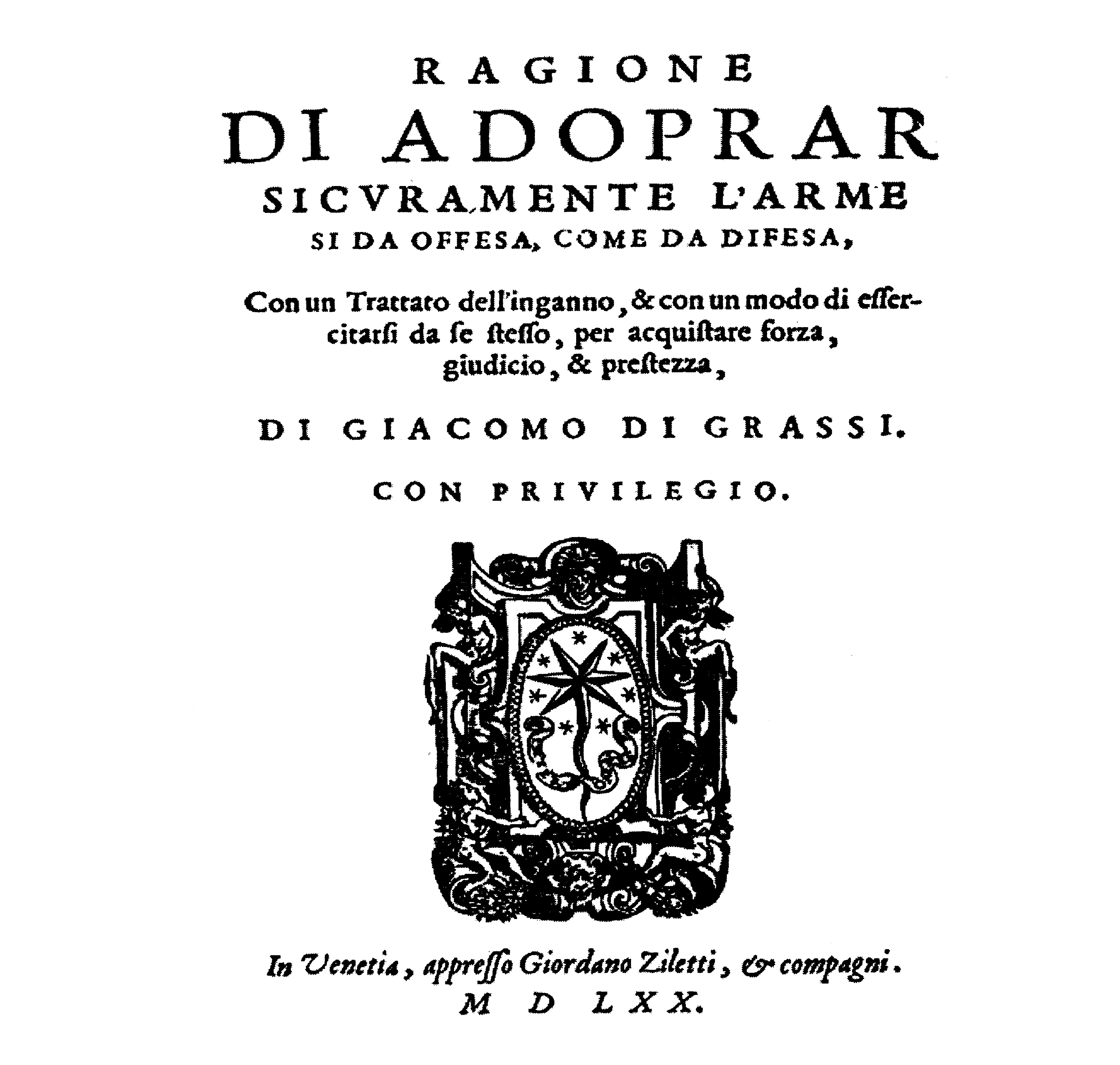
Giacomo di Grassi «Ragione di adoprar sicuramente l'Arme, si da offesa come da difesa»

Провідними у його концепції двобою були наступні тези:
- зброя рівної довжини використовуються аналогічним способом;
- випад кращий за будь-який інший варіант атаки.

Окрім зазначеного багато уваги приділено різноманітним особливостям фехтування, в першу чергу випадам з різними типами зброї.
Трактат Джакомо ді Грассі «Причини переможного використання зброї для атаки та захисту» в 2017 році перекладено російською (переклад Науково-Дослідного Інституту «Світових традицій військових мистецтв і кримінальних досліджень застосування зброї» спільно зі Школою іспанського фехтування «Дестреза Ачінеч».

## Причини переможного використання зброї для атаки й оборони
Трактат Джакомо ді Грассі «Причини переможного використання зброї для атаки і оборони» описує принципи, методи поводження зі зброєю, яке було відомо і широко використовувалося в ті часи. Автор намагається допомогти фехтувальникові в навчанні цьому мистецтву, так як описав певні способи, які дозволяють позбутися від безладного управління зброєю, позбутися від нескінченної кількості марних спроб і безглуздих тренувань. Керуючись хоча б деякими представленими в трактаті принципами, так як вони досить легко сприймаються будь-якою людиною, немає ніяких сумнівів в тому, що людині вдасться знайти перемогу над своїм супротивником, зі спритністю і з доданням невеликої кількості зусиль. Робота з такою зброєю, як меч, меч і кинджал, тарга, брокеро, ротелла, капа, алебарда, ронха, піка, рожен та ін. Представлена не тільки в описовій формі, але і продемонстрована ілюстраціями.
Джакомо ді Грассі заклав основу венеціанської школи фехтування, описав наступні теми:
- Мистецтво застосування меча
- Поділ меча
- Удари наконечником (колючі удари)
- Зручні положення рук і ніг
- Всі бойові позиції
- Способи виконання ударів, як краще здійснити удар
- Способи захисту
- Принципи, яких потрібно дотримуватися
- Способи атаки і захисту в різних позиціях
- Захист від удару наконечником
- Робота з мечем і кинджалом
- Спосіб парирування удару кинджалом
- Захист з мечем і кинджалом
- Робота з мечем і капа
- Способи використання капа
- Попередження щодо захисту від ударів з капа і передпліччя
- Способи ведення бою, атака і захист з мечем і брокерів
- Способи ведення бою, атака і захист з мечем і таргой

- Способи ведення бою, атака і захист з мечем і Ротелла
- Способи ведення бою, атака і захист з двома мечами
- Способи управління та ведення бою, атака і захист з Спадоні
- Робота з такою зброєю, як аста, ронха, спис пертесаноне, алебарда і крутив
- Способи ведення бою з алебардою
- Робота з списом
- Смертельні удари з різною зброєю
- Основні рекомендації щодо захисту
- Рекомендації щодо захисту від смертельного удару ротелла
- Вправи тільки для придбання сили
- Вправи для придбання сили рук і плечей[8]

Джакомо ді Грассі написав свою фундаментальну працю по венеціанському фехтування, ніж почав нову епоху і етап розвитку фехтування, в тому числі вплинув на розвиток італійської школи фехтування. Йому вдалося зберегти спадщину, яка дійшла до наших днів.

## Вступ
Джакомо ді Грассі писав в той період часу, коли був перехід від важких видів мечів на більш легкі види зброї, наприклад, такі як рапіра. Трактат містить ілюстровані позиції, певний стиль розташування ніг, фронтальна позиція, при якій ноги стоять близько один до одного; це схоже на сучасну роботу ніг у кендо, незважаючи на те, що це розглядалося окремими мислителями 17 століття, авторами книг наступного покоління.

### Зброя однакової довжини використовуються аналогічним чином
Мечі і списи, з якими борються в ближньому бою, використовуються з тими ж принципами. Вони були на той момент часу основною клинковою зброєю, з ручками різної довжини. Важливо пам'ятати при використанні, що можуть використовуватися в бою зброї різної довжини. Було представлено три види довжини для кожної зброї, які визначали, як ця зброя буде зберігатися і використовуватися, такі як: коротке, середнє і довга зброя. Коротше кажучи, якщо маємо на увазі однорічний меч, то його довжина буде приблизно відповідати половині висоти фехтувальника. До середній довжині ставився дворічний меч або короткий спис, воно було довжиною висоти фехтувальника. До довгої зброї відносилося зброя значно вище, ніж фехтувальник.

### Випад краще всіх інших атак
Для всіх видів зброї, прямий випад вперед з виконанням колючого удару — це найшвидший спосіб атаки, потрібно найменшу кількість часу для нанесення цього удару, і якщо наконечник зброї загострений, то це забезпечує найпростіший спосіб поранити тіло противника.

### Як його виконати
Для того щоб нанести випад з ударом попереду, зброя повинна бути спрямована вперед, далі робиться крок вперед, випад, стрибок, або людина починає бігти, тобто при будь-якій комбінації можна його здійснити.
Щоб отримати максимальний ефект, то потрібно не дати можливості противнику ухилитися від цього удару. При випаді задня нога може зміщуватися вперед по діагоналі так, що вона перебувала на одній лінії з передньою ногою, і також повинен бути спрямований наконечник зброї. Тут слід зазначити, що заключний етап діагоналі і виводить зброю прямо в тіло супротивника.

## Ідеальний рух
Наступні три дії можна практикувати, як вправи з основними видами зброї, при цьому необхідно звернути увагу на прикладену силу, перевірити чи достатньо місця для здійснення такого удару, спокійно проаналізувати особливості виконання рухів зі зброєю або палицями різної довжини.

### Меч
Ця зброя відноситься до короткого зброї (однорічний меч). Якщо фехтувальник правша, то зброю він тримає в правій руці, рука розташована із зовнішнього боку правого стегна, і зброю направлено приблизно противнику в серце або горло. Права нога виставляється вперед. Ця позиція забезпечує максимальний захист, також забезпечуючи при цьому можливість виконання максимальної наступальної дії. Ліва нога в атаці піднімається відповідно до іншою ногою і тілом.
Так як зброя буває різною, основні технічні принципи цього удару відносяться як до короткої, так і до довгої зброї. Удар можна довести до кінця і далі повернутися назад у вихідне положення.